# ミハイル・セミョーノヴィチ・ヴォロンツォフ
ミハイル・セミョーノヴィチ・ヴォロンツォフ公（ロシア語: Михаи́л Семёнович Воронцо́в, ラテン文字転写: Mikhail Semyonovich Vorontsov、1782年5月30日 - 1856年11月18日（グレゴリオ暦））は、ロシア帝国の貴族、陸軍元帥。ナポレオン戦争とコーカサス戦争でロシア軍を率いたことで知られる。

## 生涯

### 出生からナポレオン戦争終結まで
セミョーン・ヴォロンツォフ伯爵の息子、帝国宰相アレクサンドル・ロマーノヴィチ・ヴォロンツォフ伯爵の甥として、1782年5月30日にサンクトペテルブルクで生まれた。幼年期は父が駐在大使を務めるロンドンで過ごした。1803年から1804年にかけてパヴレ・ツィツィシュヴィリとヴァシリ・グリアコヴィの部下としてカフカースに駐留、1804年1月にはグリアコヴィのジャリ戦役で間一髪で死を逃れた（グリアコヴィ自身は戦死）。1805年から1807年までナポレオン戦争に参戦、プウトゥスクの戦いとフリートラントの戦いを戦った。1809年から1811年まで露土戦争を戦った後、1812年ロシア戦役でピョートル・バグラチオンの部下として戦い、ボロジノの戦いで重傷を負ったが翌1813年に回復した。1814年にはクラオンヌの戦いでナポレオン・ボナパルトと戦い、1815年から1818年までフランス占領軍の指揮官を務めた。

### ノヴォロシアとカフカースにて

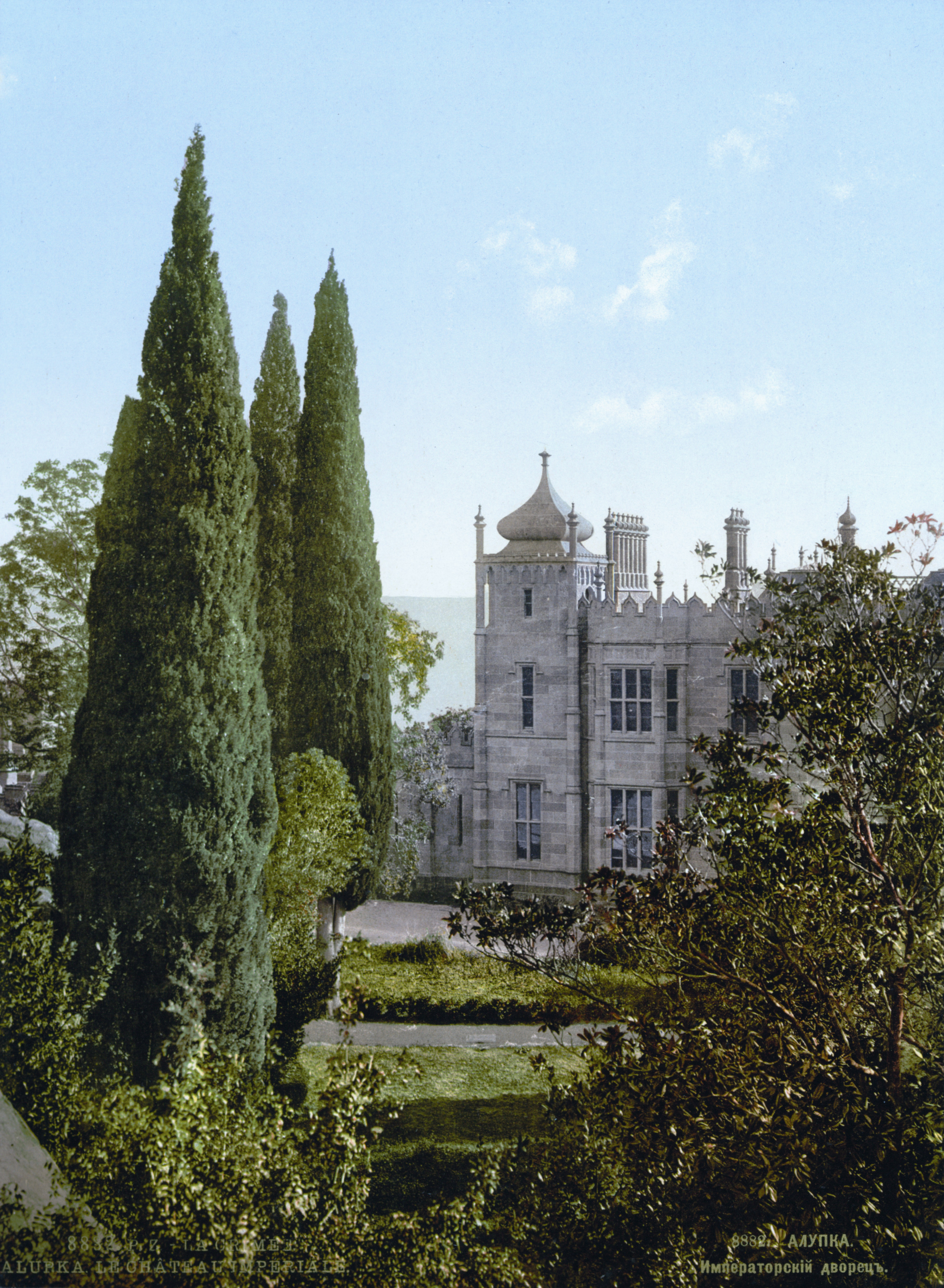
クリミア半島アルプカのヴォロンツォフ宮殿。1890年から1905年の間の写真。

1823年5月7日、ノヴォロシア総督に任命された。以降20年ほど務めたが、その間にノヴォロシアは大きな発展を遂げ、彼は「オデッサの創造者」と呼ばれた。1828年に黒海ではじめて蒸気船を航行させ、同年の露土戦争では負傷したアレクサンドル・セルゲーエヴィチ・メーンシコフに代わってヴァルナ包囲戦を指揮した。続く1829年の戦役ではオスマン帝国で疫病が発生したが、ヴォロンツォフの努力で疫病がロシアに蔓延しないで済んだ。

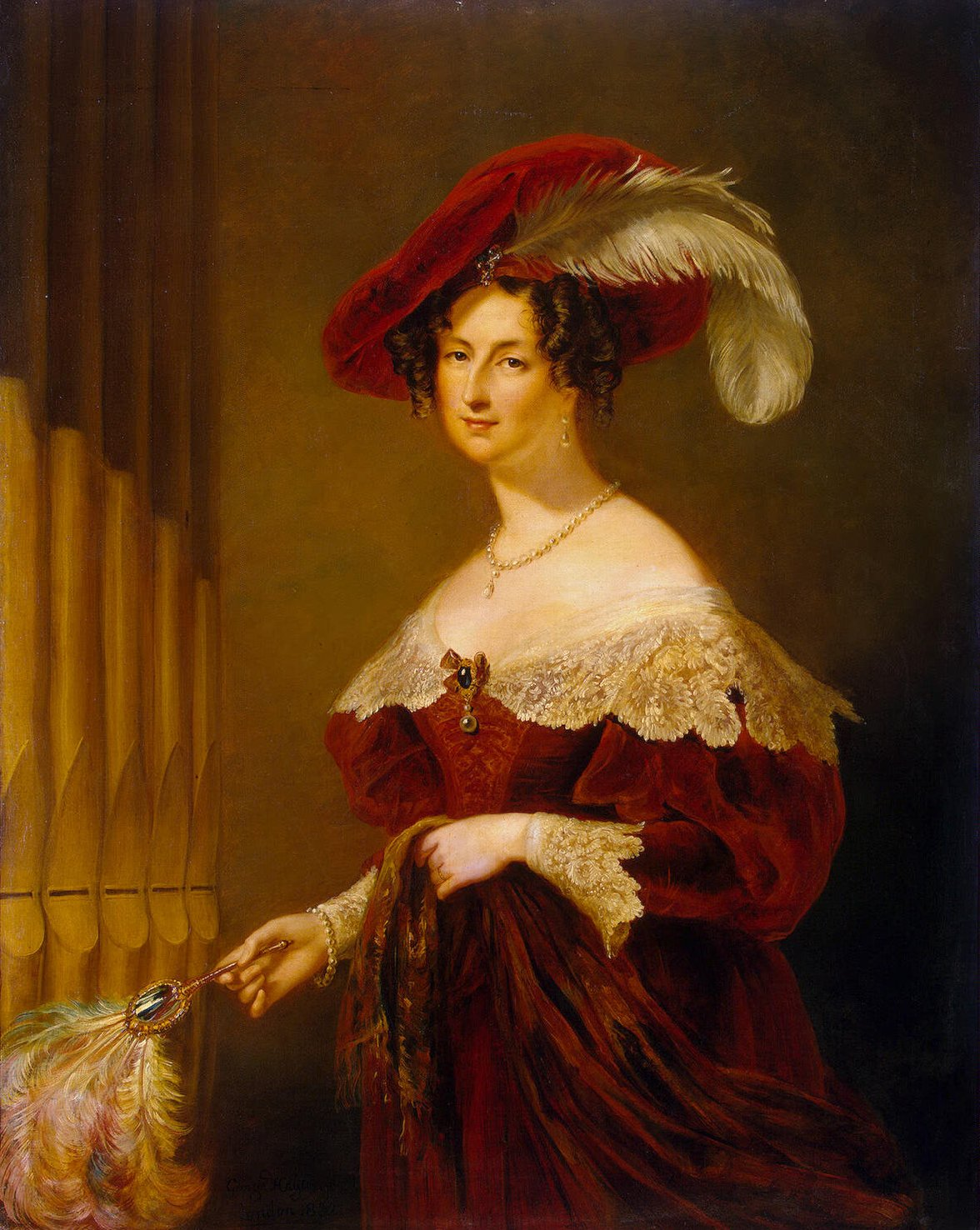
妻のエカチェリーナ・ブラニツカヤ、ジョージ・ヘイター作、1839年。

1844年、カフカース総督に任命された。カフカース・イマーム国のシャミールとの戦役、特にチェチェン東部の森を越える戦役での功績によりクニャージ（公）に叙され、1848年にはダゲスタンの3分の2を占領することに成功した。1853年初に病気により引退、1856年に陸軍元帥に叙された後、同年にオデッサで死去した。ヴォロンツォフの彫像はオデッサとトビリシで建てられた。

## 関連図書
- Blanch, Lesley (1960) (英語). The Sabres of Paradise. London: John Murray. ISBN 9781850434030
- Gammer, Moshe. Muslim Resistance to the Tsar: Shamil and the Conquest of Chechnia and Daghestan. Frank Cass & Co., London, 1994. ISBN 0-7146-3431-X.
- Rhinelander, Anthony L. H. (1990) (英語). Prince Michael Vorontsov: Viceroy to the Tsar. Montreal, Quebec; Kingston, ON: McGill-Queen's University Press. ISBN 0-7735-0747-7
- Robbins, Richard G.; Rhinelander, Anthony L. H. (October 1991). “Review: Prince Michael Vorontsov: Viceroy to the Tsar” (英語). The American Historical Review (The American Historical Review, Vol. 96, No. 4) 96 (4):  1243–1244. doi:10.2307/2165141. JSTOR 2165141.
- “Prince Woronzoff”. Gentleman's Magazine. 202. Edw. Cave. (1857). p. 107